# 23 Marina
23 Marina is een wolkenkrabber in Dubai, Verenigde Arabische Emiraten. Het gebouw is 393 meter hoog met 89 verdiepingen. Met deze hoogte is het gebouw een van de hoogste woontorens ter wereld. In het gebouw zijn onder meer 57 zwembaden.

## Ontwerp
23 Marina is door International Engineering Center in postmodernistische stijl ontworpen. Behalve de 89 etages boven de grond heeft 23 Marina ook 4 ondergrondse lagen. In het gebouw zitten 8 liften, zes voor bewoners en twee voor onderhoud. Daarnaast zijn er ook nog de privéliften in de duplexwoningen. Deze liften brengen het aantal op 62.
Op de bovenste 25 verdiepingen vindt men duplexwoningen. Ieder van deze woningen heeft een eigen lift. Daarnaast bevat ieder van deze woningen ook een zwembad op het balkon.
Andere faciliteiten van de toren zijn onder andere:
- Health Club.
- Spa's op 3 etages.
- Binnen- en buitenzwembaden.
- Sauna.
- Tuinen.
- Hardloopbaan.
- Zakencentrum.[3][5]

## Constructie
- In december 2006 was de paalfundering gereed.
- In augustus 2007 kwam de toren boven straatniveau.
- In april 2008 bereikte 23 Marina verdieping 17.
- In september 2008 bereikte 23 Marina verdieping 35.
- In maart 2009 bereikte 23 Marina verdieping 46.
- In augustus 2009 bereikte 23 Marina verdieping 62.
- Op 1 maart 2010 was de bouw van de centrale dragende constructie gevorderd tot aan de 87e etage, de vliesgevels tot aan de 56e.
- In januari 2012 is de buitenkant van het gebouw klaar.

## Galerij

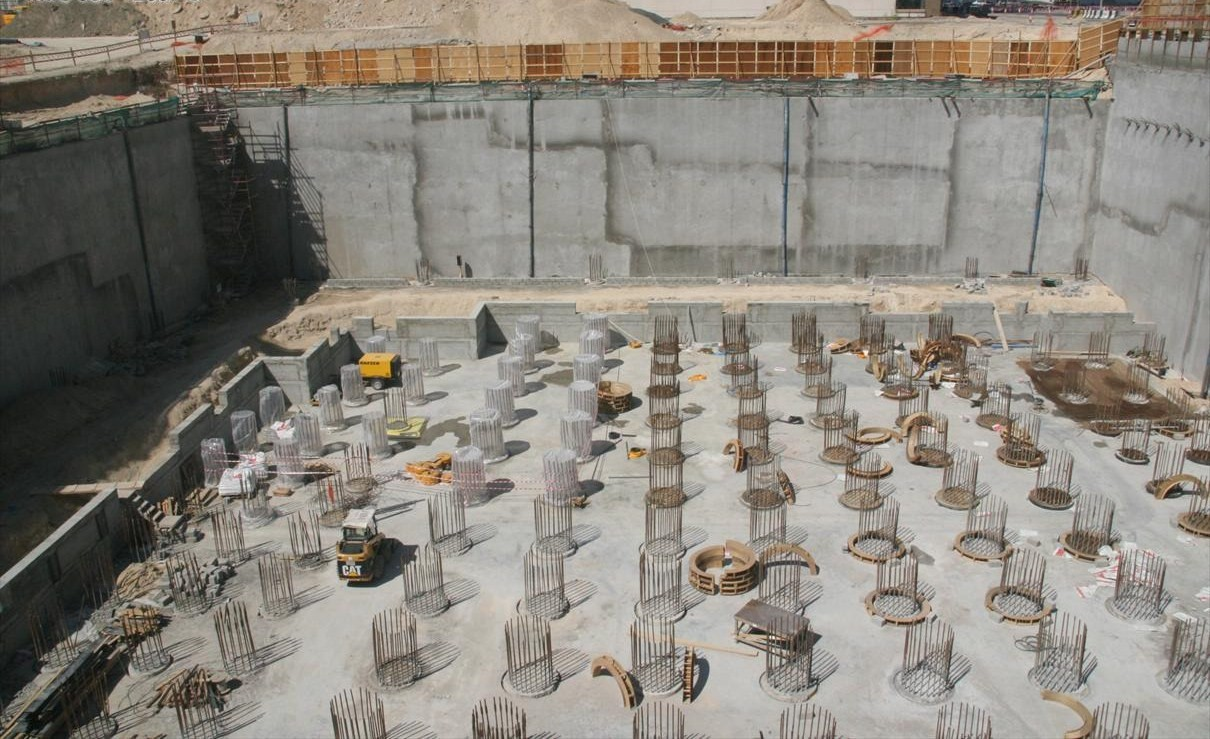
23 Marina op 16 februari 2007
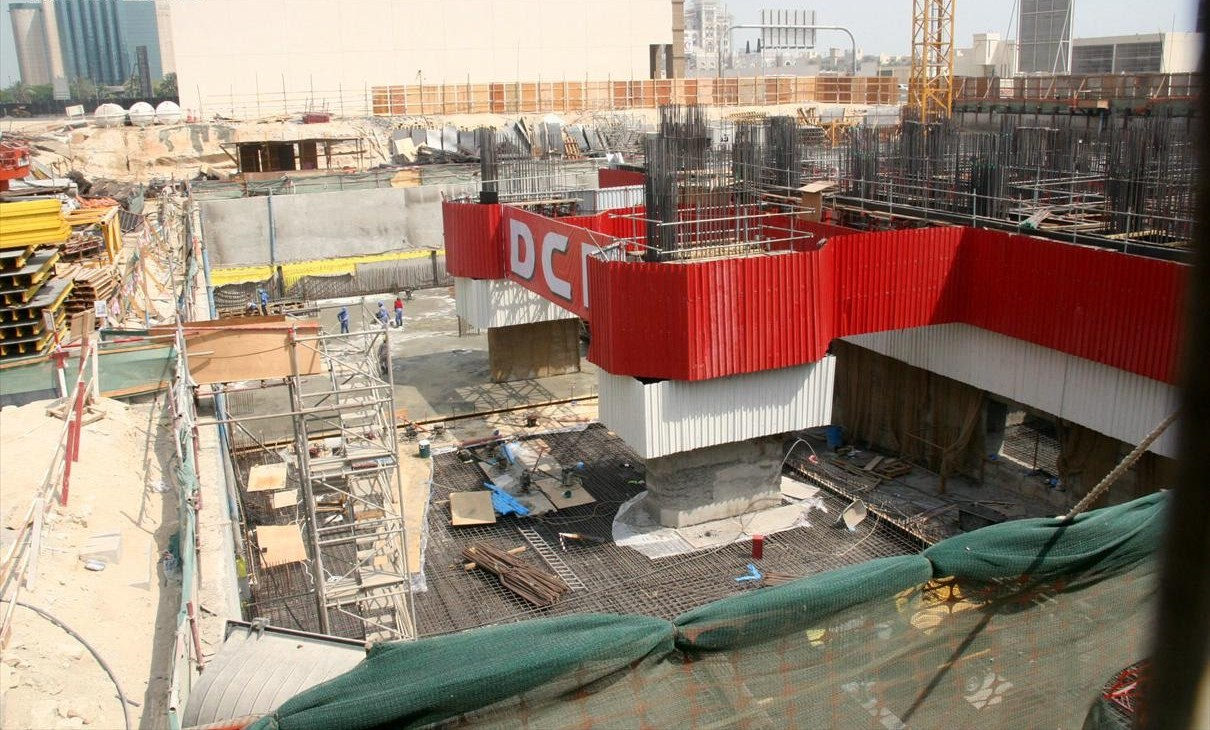
23 Marina op 15 juni 2007
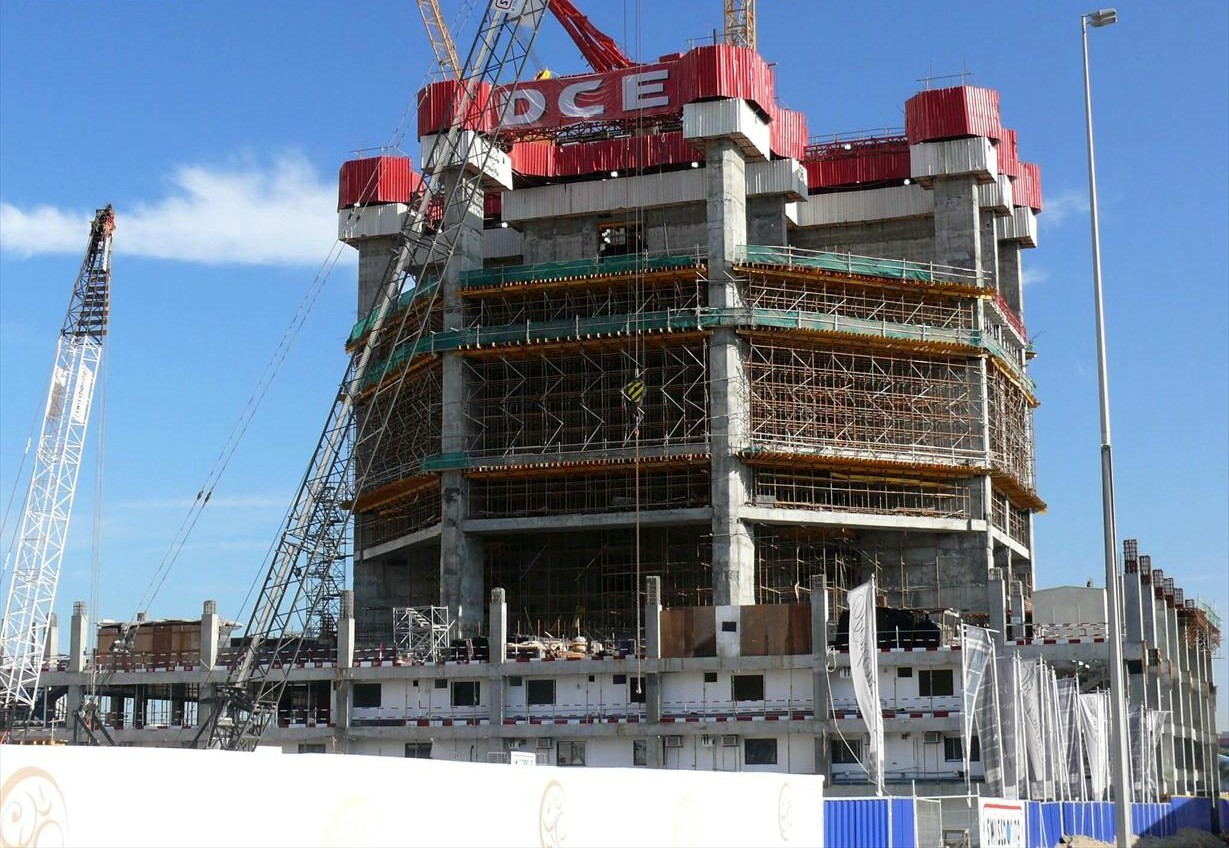
23 Marina op 18 januari 2008